# Trichlorphenole

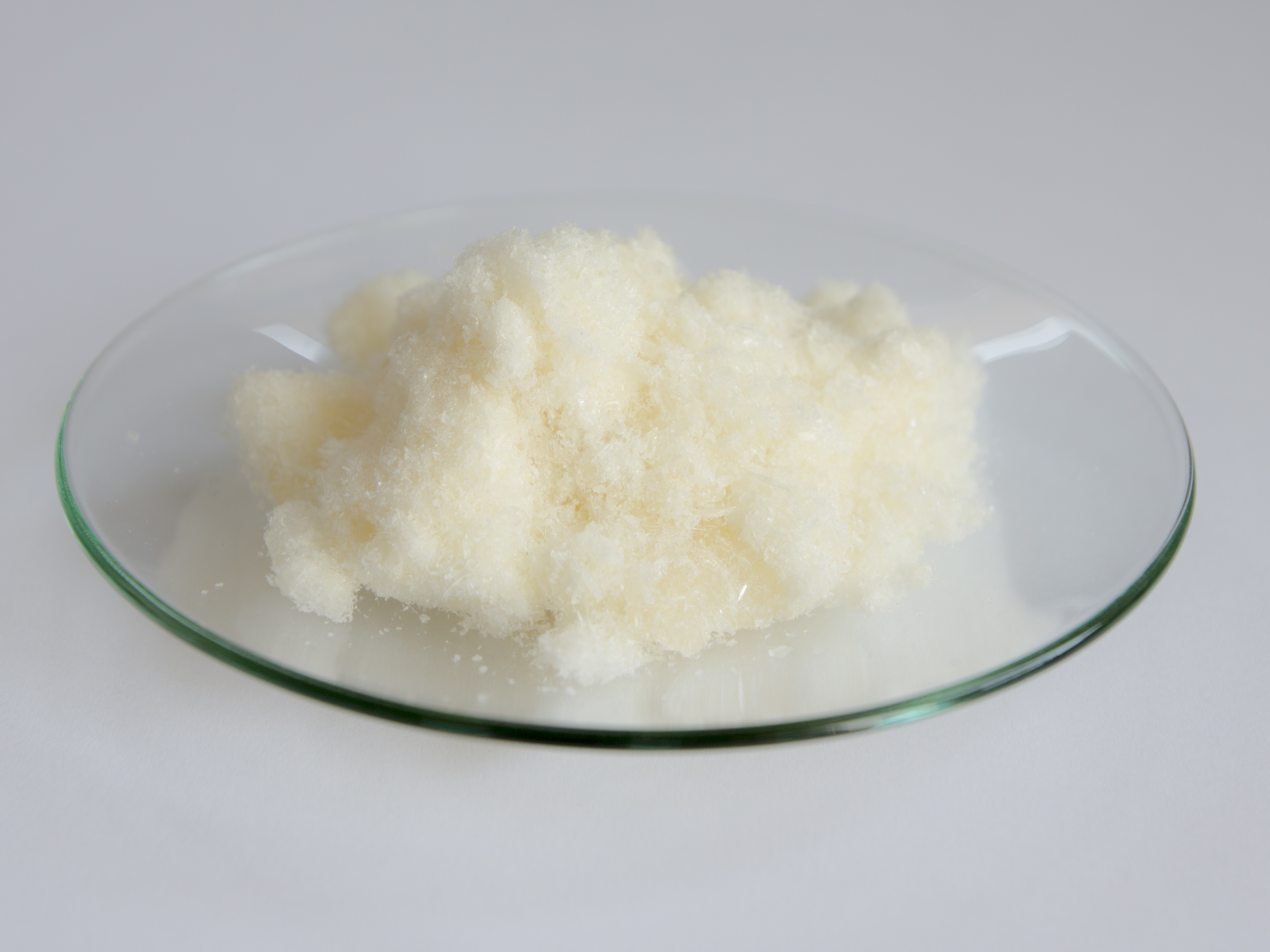
2,4,6-Trichlorphenol

Trichlorphenole sind isomere chemische Verbindungen aus der Gruppe der Chlorphenole, die Derivate des Phenols darstellen, bei welchem drei Wasserstoffatome durch Chlor ersetzt sind. Sie besitzen die Summenformel C6H3Cl3O, eine molare Masse von 197,45 g/mol und liegen als farblose bis gelbliche Feststoffe vor. Es existieren sechs verschiedene Isomere. Alle Verbindungen reizen stark die Augen, weswegen sie teilweise auch in Kampfstoffen eingesetzt werden. Bei ihrer Herstellung entstehen unter ungünstigen Bedingungen als Nebenprodukt polychlorierte Dibenzodioxine und Dibenzofurane. 
2,4,5-Trichlorphenol wird zur Herstellung von Hexachlorophen, 2,4,5-Trichlorphenoxyessigsäure und anderen Derivaten verwendet. 2,4,6-Trichlorphenol ist ein natürliches Abbauprodukt von pentachlorphenolhaltigen Fungiziden.
| Gefahrensymbol | Gefahrensymbol |

| Gefahrensymbol | Gefahrensymbol |

| Gefahrensymbol |

| Gefahrensymbol | Gefahrensymbol |

| Gefahrensymbol | Gefahrensymbol |

| Gefahrensymbol |

| Gefahrensymbol | Gefahrensymbol |

| Gefahrensymbol |